# Indian Heaven
Indian Heaven è un complesso vulcanico situato negli Stati Uniti, nello specifico nello stato di Washington e nella contea di Skamania. A metà strada tra il monte Saint Helens e il monte Adams, il sito si formò tra il Pleistocene e l'inizio dell'Olocene. Con un profilo che va da nord a sud e dominato da sei piccoli vulcani a scudo, questi ultimi sono sormontati da piccoli depositi e coni di cenere, con un discreto numero di vulcani subglaciali e tuya. La vetta più settentrionale del campo è il monte Sawtooth e la più meridionale è il Red; il suo punto più alto è Lemei Rock, con un'elevazione di 1.806 m s.l.m.
In situ si rintracciano segni di attività vulcanica poligenetiche e monogenetiche: molti dei suoi crateri eruttarono infatti solo una volta prima di estinguersi, mentre altri in più occasioni. Circa 50 centri eruttivi sono raggruppati all'interno del complesso di Indian Heaven, responsabili dello sversamento di circa 40 colate laviche. Il totale di quanto rilasciato nel corso delle innumerevoli eruzioni del complesso ammonta a una cifra compresa, secondo le stime, tra 58 e 79 km³, con degli episodi sporadici che si verificarono negli ultimi 700.000 anni. L'ultima avvenuta in loco generò un grande cono di cenere, il Big Lava Bed, così come voluminosi depositi di lava e scorie circa 9.000 anni fa. Che dell'attività futura possa riprendere appare un'ipotesi da non scartare, benché il Volcano Hazards Program diretto dall'United States Geological Survey (USGS) consideri basso il livello di minaccia vulcanica dell'Indian Heaven.
Il campo vulcanico è circondato dalla riserva naturale di Indian Heaven, un'area protetta all'interno della foresta nazionale di Gifford Pinchot che ospita flora e fauna diversificate. La zona era abitata da comunità di nativi americani da circa 10.000 anni e il nome Indian Heaven deriva dal termine riservato dagli indigeni alla zona. In quanto popolare destinazione ricreativa, la riserva offre una serie di sentieri, oltre a più di 150 laghi per la pesca, aperti al nuoto e alla nautica.

## Geografia

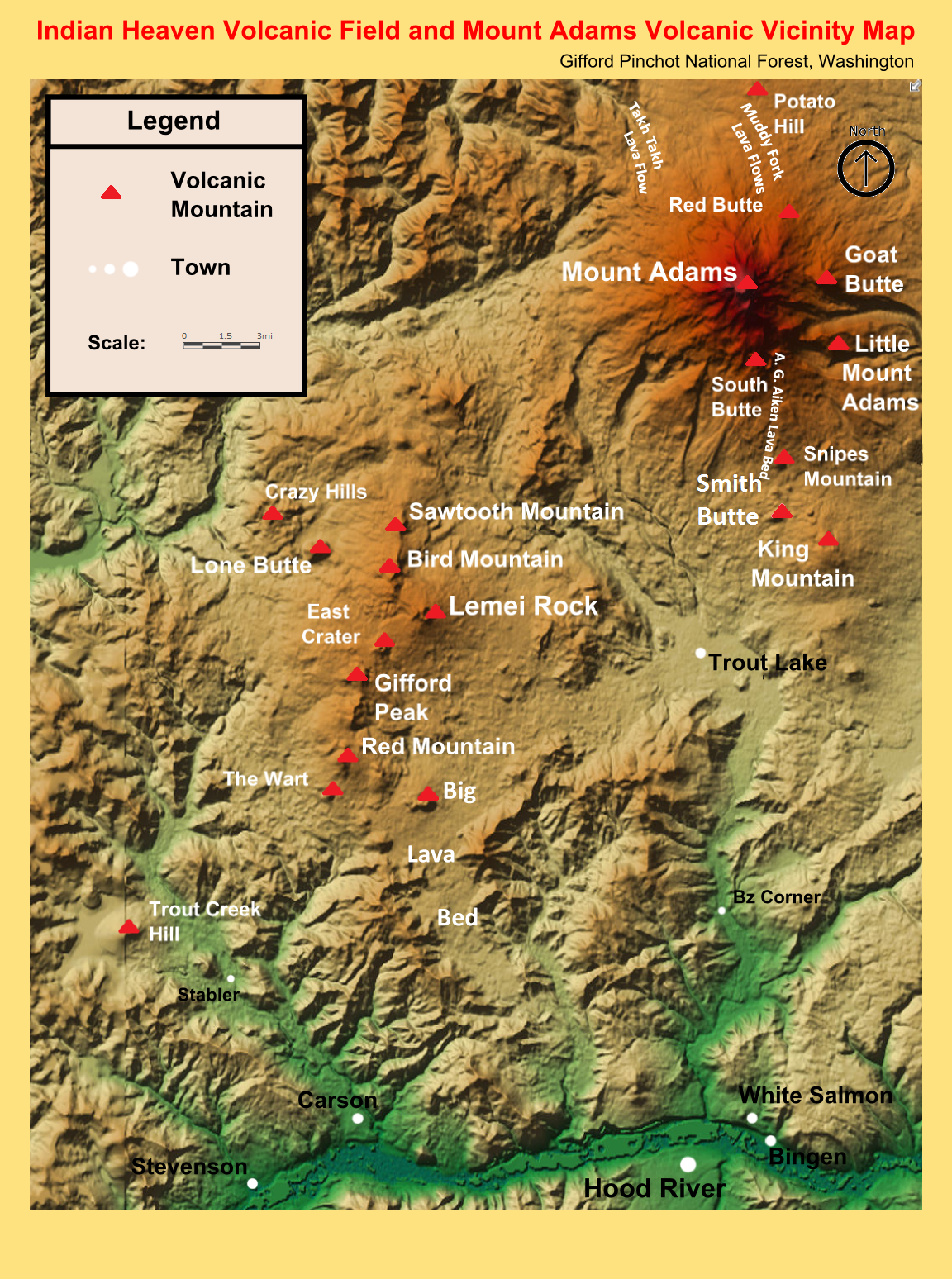
Il complesso vulcanico d'Indian Heaven e il monte Adams in una mappa in rilievo

Situato nella contea di Skamania, nello stato di Washington, Indian Heaven rientra nelle High Cascades, un segmento orientale della catena delle Cascate, che procede con un andamento da nord a sud. Formatesi verso la fine dell'epoca del Pleistocene, queste montagne si ergono sopra vulcani più antichi abbassatisi a causa della faglia parallela nord-sud nella regione circostante. Il complesso si trova a 64 km di distanza a est di Vancouver e a 23 a nord del Columbia.
Il campo vulcanico dell'Indian Heaven si districa tra il monte Saint Helens e il monte Adams, circa 30 km a sud-ovest di quest'ultimo; è inoltre localizzato a est dei monti Simcoe. A sud-ovest si trova un'elaborata cintura vulcanica di almeno 22 centri distinti, lunghi 40 km, che corre in direzione sud-est e comprende i monti Marble, Bare, West Crater e Trout Creek Hill. Il complesso ha un diametro di 20 km, sviluppandosi su un'area totale di 450 km². Il punto più alto del campo è il vulcano a scudo Lemei Rock, il quale raggiunge un'altezza di 1.806 m.

### Riserva naturale
La riserva naturale locale (Indian Heaven Wilderness), vasta 84,11 km², abbraccia un altopiano montuoso su cui si sviluppa una regione boscosa. La zona protetta si estende su un piano montano che ospita più di 150 laghi e foreste. Istituito nel 1984 dal Washington Wilderness Bill, si trova tra il monte Adams e la gola del Columbia, un canyon del fiume. È altresì compresa nell'areale della foresta nazionale di Gifford Pinchot e comprende 26,4 km del Pacific Crest Trail, un cammino escursionistico che la attraversa da nord a sud, così come altre sette rotte secondarie, le quali formano una rete di sentieri di 68 km. Relativamente inaccessibile poiché le strade sono coperte di neve fino a giugno ogni anno, nella riserva la neve si scioglie entro la metà di luglio nella maggior parte dei casi, consentendo i visitatori nella stagione autunnale.

### Principali aperture
Il Global Volcanism Program della Smithsonian Institution elenca una serie di aperture presso l'Indian Heaven, incluso il cono piroclastico Big Lava Bed, prodotto dalla maggiormente recente eruzione nel campo; i vulcani a scudo di Bird Mountain, East Crater, Gifford Peak, Lemei Rock i monti Red e Sawtooth; non si dimentichi infine la tuya di Lone Butte. Il cono di cenere piroclastica del Big Lava Bed ha una pendenza regolare ed emise il flusso del Big Lava Bed, che rappresenta la più recente attività eruttiva all'interno dell'intero complesso. Il monte Red, alto 1.513 m, segna il punto più meridionale dei vulcani a scudo nel campo vulcanico, mentre il monte Sawtooth è il cratere più settentrionale.
| Nome           | Elevazione (m) | Posizione in coordinate |
| -------------- | -------------- | ----------------------- |
| Big Lava Bed   | 1.278,6        | 45°32′24″N 121°27′00″W  |
| Monte Bird     | 1.739          | 46°12′00″N 121°28′12″W  |
| East Crater    | 1.614          | 46°00′00″N 121°28′12″W  |
| Lemei Rock     | 1.806          | 46°06′00″N 121°27′36″W  |
| Lone Butte     | 1.457          | 46°18′00″N 121°31′12″W  |
| Monte Red      | 1.513          | 45°33′36″N 121°29′24″W  |
| Monte Sawtooth | 1.632          | 46°24′00″N 121°28′12″W  |

## Geologia

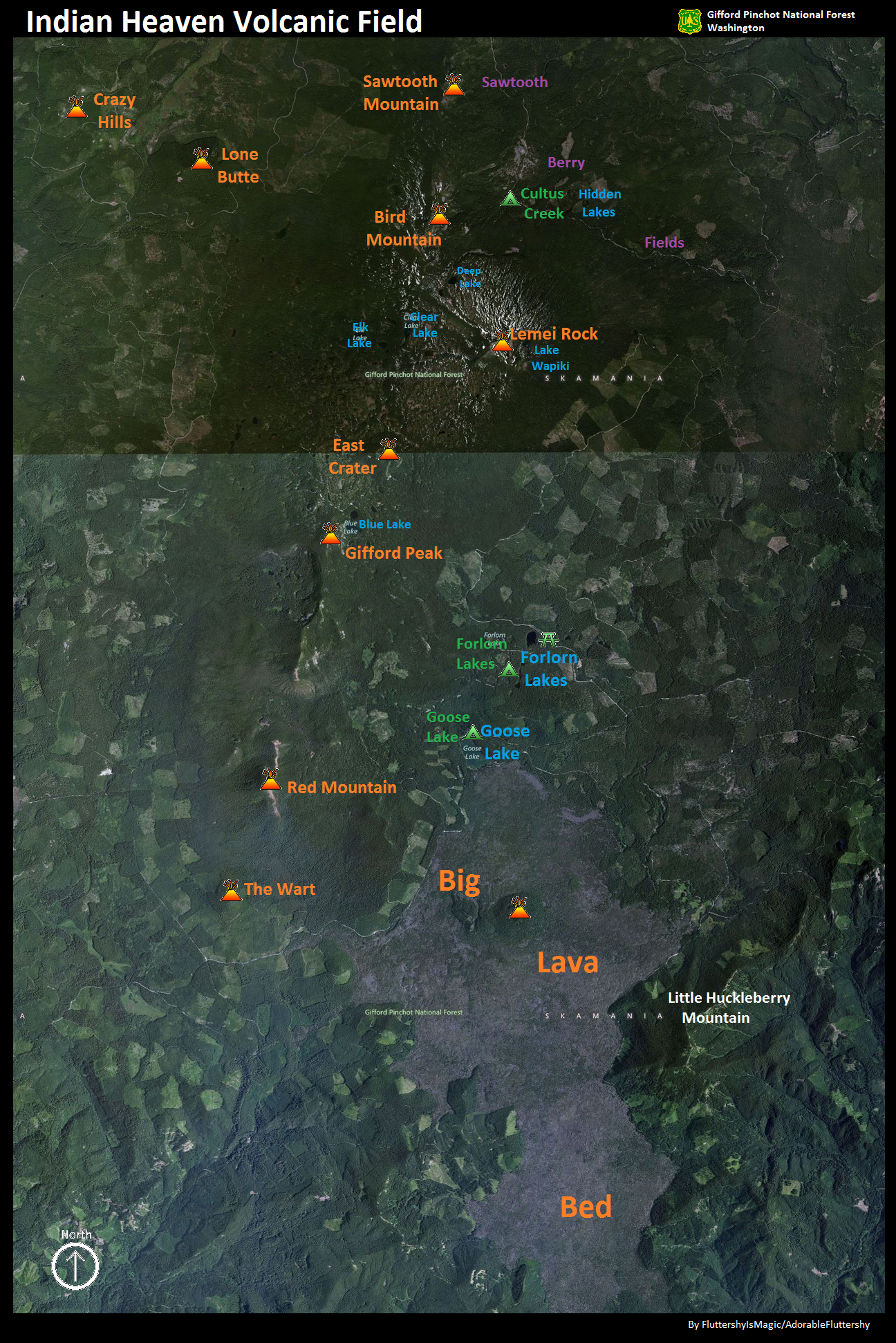
Mappa satellitare che mostra i vulcani del campo vulcanico Indian Heaven

L'area nei pressi delle pendici dell'Indian Heaven è composta da rocce tipiche della catena delle Cascate occidentali risalenti a un lasso di tempo compreso tra Eocene e Miocene: si pensi in primis ad andesite, tufo, colate di lahar, ovvero depositi di flusso piroclastico e altri materiali vulcanoclastici, nonché pietre del Pliocene e dell'Olocene. Gli strati di roccia sottostanti l'area andarono deformati per creare faglie, fratture (separazioni nella formazione geologica), intrusioni ignee vulcaniche e una sinclinale con tendenza nord-sud. Il complesso locale risiede all'interno della depressione della sinclinale ed è costituito da rocce delle High Cascade, che sono molto meno alterate rispetto agli strati rocciosi circostanti. In modo simile ad altri vulcani delle Cascate, anche quello del posto era alimentato da camere magmatiche prodotte dalla subduzione della placca tettonica Juan de Fuca sotto il bordo occidentale di quella nordamericana.
L'Indian Heaven è costituito da diversi vulcani a scudo sovrapposti che corrono lungo una linea che va dal monte Sawtooth a nord alla Red a sud, così come coni di scorie e colate di lava. Con una produzione totale di magma di 250 km³, il complesso ospita circa 50 edifici eruttivi femici (ricchi di magnesio e ferro), la cui attività perdurò dal Pleistocene all'inizio dell'Olocene. Circa la metà di queste bocche si sviluppa su un altopiano montuoso, lungo 31 km, che corre parallelo all'andamento nord-sud dell'arco delle Cascate nel sud dello stato di Washington.
La maggioranza dei vulcani che compone il complesso d'Indian Heaven è monogenetica, eruttando solo una volta prima di spegnersi; il resto, invece, si palesa sotto la veste di poligenetici vulcani a scudo. Circa l'80% della lava eruttata dai vulcani Indian Heaven si compone di basalto, specie del Quaternario, il più voluminoso prodotto da un complesso nell'arco delle Cascate a nord del vulcano Newberry in Oregon, con un'uscita eruttiva di volume compreso tra 60 e 80 km³. La composizione del basalto varia da basse percentuali di potassio e basalto tholeiitico a calcalcalino, shoshonite e composizioni alcaline dell'intraplacca, malgrado dominino le olivine con diverse quantità di plagioclasio porfiritico. I vulcani all'interno del campo generarono quantità minori di andesite basaltica e andesite con un tasso di biossido di silicio presente fino al 59%, sebbene la dacite non sia molto comune tra i prodotti eruttivi dell'Indian Heaven. A differenza del monte St. Helens, il sito produsse grandi volumi di basalto senza causare estese anatessi. La maggior parte delle colate laviche prodotte dal complesso era pāhoehoe, con percentuali minori di blocchi più voluminosi e ʻaʻā. Lo spessore varia da 0,4 a 24 m, raggiungendo volumi fino a 1,2 km³; si contano circa 40 distinti gruppi di colate laviche in situ per un totale di 116 km² nell'area.
L'Indian Heaven è stato significativamente alterato attraverso l'erosione glaciale, inclusi almeno quattro cicli principali di glaciazione. Durante la glaciazione dell'Hayden Creek, da 190.000 a 130.000 anni fa, il ghiacciaio del fiume Lewis avanzò dal monte Adams per riempire il canyon del corso d'acqua, in parte sovrapposto al complesso vulcanico dell'Indian Heaven. Anche un campo di ghiaccio originario dell'estremità settentrionale si estese durante questa precisa fase e finì per avvolgere il vulcano tuya di Lone Butte, toccando nel momento massimo della sua grandezza uno spessore di 230 m.

### Cicli eruttivi

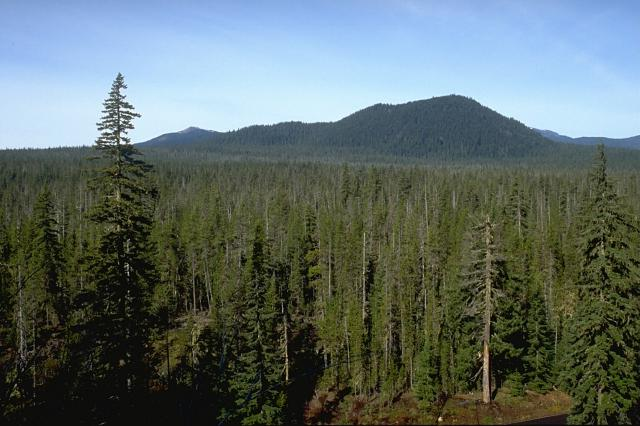
Il cono di cenere che produsse il Big Lava Bed si erge sopra una foresta, la quale copre parte dell'estesa colata lavica che generò

Una delle bocche dell'Indian Heaven risultò responsabile di una grande eruzione effusiva circa 9.000 anni fa, formando il Big Lava Bed, che consisteva in lava basaltica. Con un'area vasta 52 km² e un volume di 0,9 km³, il Big Lava Bed è costituito principalmente da basalto non vegetato. Questo di spostò a sud lungo il corso del fiume Little White Salmon, lungo 16 km dello stesso. Alla fine, il flusso si estese per 25 km dalla sua sorgente iniziale, ovvero un cono di cenere senza nome, giungendo fino a 8 km dal fiume Columbia. Un altro flusso lavico più antico, particolarmente fluido, comprendeva Trout Lake e si estendeva per diversi chilometri a sud, avvicinandosi anche al fiume Columbia. Di proporzioni massicce, sono presenti anche tunnel di lava. Questi ultimi si trovano in molti dei flussi di lava che compongono il complesso vulcanico dell'Indian Heaven, che alternano la composizione da basaltica ad andesitica e si estendono fino a 46 km dalle loro sorgenti. Le unità eruttive del campo mostrano del magnetismo residuo, suggerendo che si siano formati tutti meno di 780.000 anni fa, ad eccezione della lava all'interno del nucleo eroso di Gifford Peak.
Il complesso vulcanico presenta anche una serie di vulcani subglaciali del Pleistocene, molti dei quali hanno formato della palagonite, con picchi piatti generati da eruzioni di tale genere. Queste montagne, come Crazy Hills, diedero vita a forme simili a cuscini quando la loro lava interagì con il ghiaccio o acqua di fusione. Il complesso vede anche delle tuye, ad esempio Lone Buttle, formatesi come coni vulcanici piatti e ripidi creati dalla lava eruttata attraverso ghiacciai o campi di ghiacci. Lone Butte, in particolare, rilasciò attraverso un ammasso di neve solida nel campo del paradiso indiano, costruendo il suo cono superiore sopra l'acqua e generando materiali piroclastici, flussi di lava e tefra per raggiungere un'altezza di 1.000 m sopra la sua base. Tuttavia, Lone Butte da allora subì una significativa erosione glaciale, perdendo circa la metà della sua struttura originale.
L'attività nel campo vulcanico si verificò sporadicamente negli ultimi 700.000 anni. Pertanto, rimane probabile che i vulcani dal campo eruttano in futuro, generando voluminose colate di lava. Tuttavia, il Volcano Hazards Program diretto dalla United States Geological Survey (USGS) elenca il livello di minaccia vulcanica dell'Indian Heaven come "basso/molto basso". Per valutare le minacce da possibili colate laviche all'Indian Heaven o al vicino monte Adams, i geologi dell'USGS guidati da W.E. Scott determinarono il suo tasso medio di rilascio nel 1995, dividendo il volume di lava eruttato per l'unità di tempo diviso per l'area del campo lavico. Malgrado i getti fossero di solito poco cospicui, una significativa eccezione risulta "un grande flusso di lava emesso negli ultimi 10.000 anni". Il team stima la probabilità che i flussi di lava possano riversarsi alla stessa maniera tra uno su 100.000 e uno su un milione.

## Ecologia
L'altopiano che contiene la riserva presenta foreste prevalentemente costituite da abeti amabili (Abies amabilis), abeti nobili (Abies procera) e abeti delle rocce (Abies lasiocarpa), anche se non mancano tuie plicate (Thuja plicata), tsughe mertensiane (Tsuga mertensiana), abeti bianchi americani (Abies grandis) e pecci di Engelmann (Picea engelmannii). Altra flora presente nelle vicinanze include un sottobosco di varie specie di mirtilli (Vaccinium) e la Xerophyllum tenax, oltre a coloratissimi fiori di campo quali l'acero del vino (Acer circinatum), piante da fiore come lamponi (Rubus idaeus), ericacee (Ericaceae), foglie di vaniglia (Achlys triphylla), elleboro (Veratrum) e l'aromatica gaultheria. Molti dei laghi della zona forniscono l'habitat ideale a specie ittiche come la trota iridea (Oncorhynchus mykiss), quella golarossa (Oncorhynchus clarkii) e il salmerino di fonte (Salvelinus fontinalis). Oltre a specie di piccola taglia appartenenti agli anfibi, rientrano animali di grossa taglia quali cervi, wapiti e orsi neri (Ursus americanus). A causa dell'abbondanza di zanzare nelle vicinanze, Indian Heaven è talvolta soprannominata informalmente Insect Heaven.

## Storia

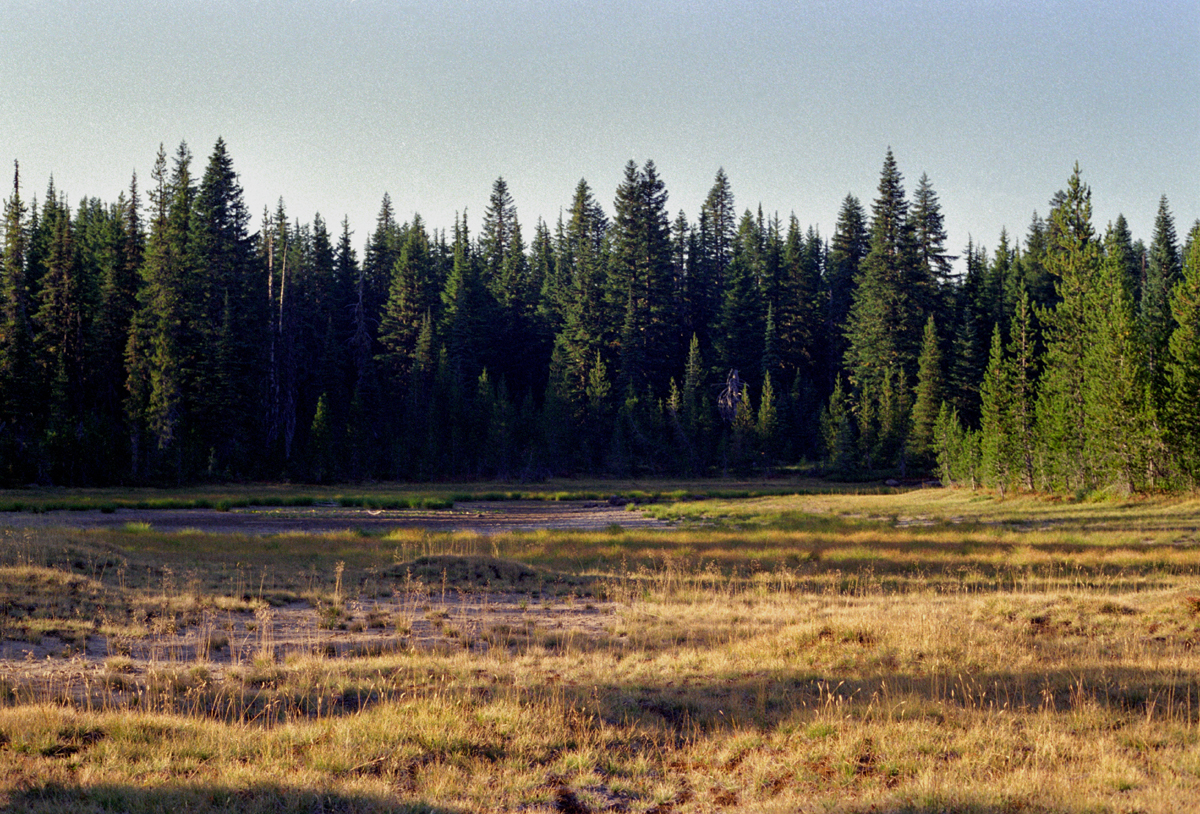
Un percorso compiuto dai nativi americani all'interno della riserva locale

Indian Heaven e la riserva naturale circostante svolsero un ruolo importante nella vita locale dei nativi americani per circa 10.000 anni, con la zona chiamata in origine "Sahalee Tyee" dai popoli locali, che si traduce vagamente in Indian Heaven. I campi di bacche di dente di sega, conosciuti in tutto il mondo per i loro mirtilli, bruciarono durante la fine del 1890 e di nuovo nel 1902. In seguito i roghi aiutarono a mantenere i campi essiccando le loro bacche. Dal 1902 alla metà degli anni '20, le tribù locali tra cui Yakama, Klickitat, Wasco-Wishram e Umatilla, nonché gruppi del Montana e del Wyoming si riunivano in zona durante l'estate per le feste annuali del mirtillo. Durante questi incontri, si celebravano, scambiavano ed eseguivano rituali quali le corse dei cavalli, vari giochi, si costruivano cesti, si essiccava la carne, si conciavano le pelli e si pescava nei laghi locali. Nel 1932, la riserva indiana Yakama e il servizio forestale degli Stati Uniti decisero di mettere da parte una fetta dei campi di mirtilli solo per gli amerindi; il raccolto rimane ancora adesso un'importante tradizione locale. Oggi, i segni dell'ippodromo, un prato utilizzato dai nativi americani per le corse dei cavalli, si possono vedere a circa 0,8 km dal segmento del Pacific Crest Trail che attraversa la riserva dell'Indian Heaven. Gli alberi all'interno dell'area presentano dei segni da dove la loro corteccia veniva sottratta allo scopo di realizzare dei cestini. La tutela della zona consente ancora una vasta varietà di selvaggina e supporta una serie di piante coltivabili, come tuberi.

## Attività ricreative

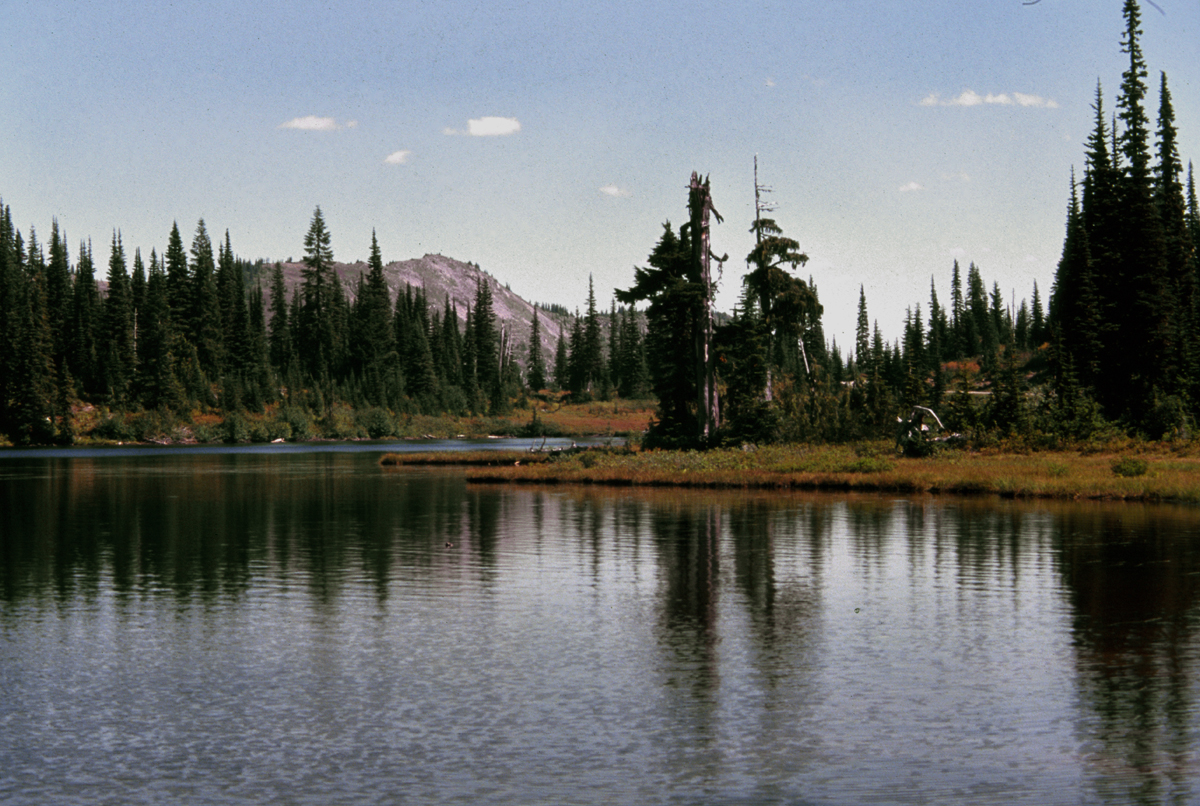
Un piccolo lago nella riserva naturale d'Indian Heaven

All'interno della riserva naturale, i visitatori possono pescare in laghi e stagni, compiere escursioni, andare a cavallo e osservare la fauna selvatica.
Un percorso popolare è l'Indian Heaven loop, il quale si snoda per 16 km dal punto di campeggio del torrente Cultus. Seguendo l'Indian Heaven Trail fino a quello del Deep e poi a quello del Lemei Lake, esso attraversa prati e laghi per unirsi al Pacific Crest Trail prima di tornare al punto da dove comincia. Dopo la salita dalla strada asfaltata finale per entrare nel cuore della zona protetta, che dura circa 3,2 km, l'escursionismo nell'Indian Heaven è relativamente poco impegnativo. Tuttavia, i sentieri possono variare in termini di difficoltà per i fantini e per gli escursionisti.
Il sentiero del lago Wapiki, lungo 15,4 km, sale di 760 m in termini di elevazione e offre vedute panoramiche del monte Adams e del monte Rainier. Il sentiero del lago Blue percorre 5,23 km: insieme al Lemei Lake Trail, compie un anello che dura 19,8 km. Tale escursione di media lunghezza consente di ammirare laghi, stagni, prati e foreste, nonché l'accesso a famosi laghi per la pesca come il lago Dee, l'Heather, il Thomas e l'Eunice. Questi specchi d'acqua godono inoltre di una discreta fama come famosi luoghi di balneazione, in particolare tra gli escursionisti con bambini al seguito. Prima di fondersi con il Pacific Crest Trail, il percorso arriva al lago Blue, che ha una profondità di 14 m, venne scolpito dal movimento glaciale e appare il più profondo all'interno dell'intera riserva.
Uno dei campeggi più popolari è il Goose Lake Campground, frequentato da pescatori, diportisti e nuotatori. Gestito dal Servizio Forestale degli Stati Uniti, il campeggio rimane aperto da luglio a ottobre. È stata creata un'area per il camping vicino ai laghi Thomas e Blue all'interno della zona tutelata dai gestori delle aree naturali della foresta nazionale di Gifford Pinchot, con la speranza che possa mitigare il danno all'integrità ambientale nelle aree più affollate e che possa concentrare l'impatto dei turisti su zone più piccole e ristrette.